# فاليريو فالانيا
فاليريو أنجيل فالانيا (14 يوليو 1906 – 8 أكتوبر 1998) هو لاعب حواجز وقفز عالي أرجنتيني. تنافس في سباق 110 متر حواجز للرجال في دورة الألعاب الأولمبية الصيفية عام 1928. حقق أفضل رقم شخصي له في القفز العالي بارتفاع 1.91 متر في 26 مارس 1932. كان هذا رقمًا قياسيًا جديدًا في أمريكا الجنوبية.

## روابط خارجية
- فاليريو فالانيا على موقع أوليمبيديا (الإنجليزية)